# دبی دیوتی فری

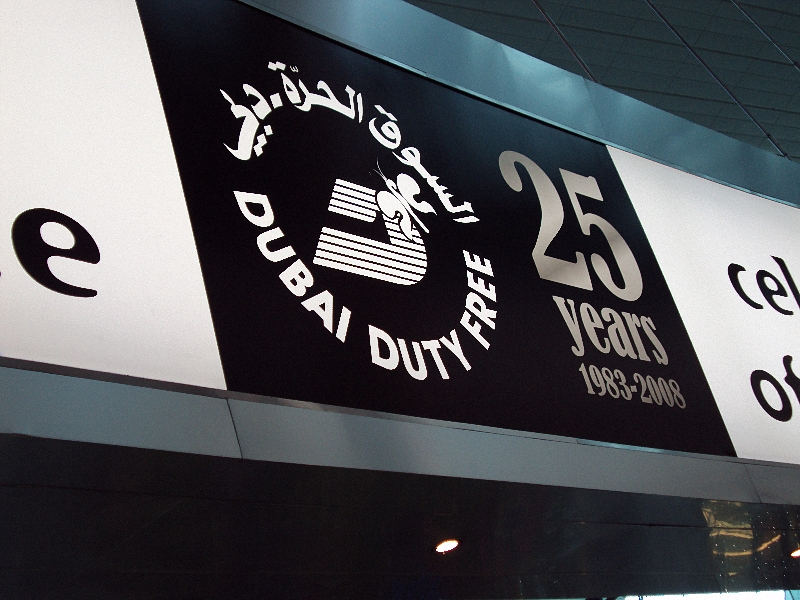
نمایی از نشان‌وارهٔ رسمی دبی دیوتی فری - ۲۰۱۰

دبی دیوتی فری (به انگلیسی: Dubai Duty Free)؛ (به‌اختصار:DDF) شرکت مسئول برای عملیات فروشگاه‌های معاف از حقوق گمرکی در فرودگاه بین‌المللی دبی و فرودگاه بین‌المللی آل مکتوم است.
دبی دیوتی فری در تاریخ ۲۰ دسامبر سال ۱۹۸۳ تأسیس شد که در سال اول فروش ۲۰ میلیون دلار را به ثبت رساند و در سال ۲۰۱۷ با گردش مالی فروش ۱٫۹۳ میلیارد دلار آمریکا به یکی از بزرگترین اپراتورهای خرده فروشی سفر در جهان است رشد کرد.
این شرکت توسط شیخ احمد بن سعید آل مکتوم تأسیس شده‌است.

## بنیاد
Aer Rianta عامل شرکت پشت اولین وظیفه رایگان در فرودگاه شانون بود و دعوت به ارائه پیشنهاد برای عملیات و مدیریت یک وظیفه عملیات در فرودگاه بین‌المللی دبی. تا این نقطه فرودگاه شده بود خدمت توسط تعدادی از خرده فروشی امتیازات اساساً اصطبل موفق توسط معامله گران از شهر دبی است. ارائه شده به شیخ محمد توسط مدیر کل از دبی، حمل و نقل هوایی عمران Mohi-Din Binhendi این پیشنهاد پذیرفته شد اما با اخطار به وظیفه رایگان دو اندازه که پیشنهاد شده و برای بازکردن آن در ظرف شش ماه.
وظیفه رایگان در زمان برنامه‌ریزی شده برای خدمت به سه میلیون مسافر در سال تأمین شد با یک دلار ۸۲۰٬۰۰۰ وام از بانک ملی دبی. یکی از اولین چالش‌های مواجه شده توسط ده مرد Aer Rianta تیم مدیریت (که در حال امضا قرارداد مشاوره با دبی هواپیمایی کشوری) بود برای مذاکره انتقال موجود امتیازاتی که منجر به Dubai Duty Free دستیابی به سهام خود را در نرخ ترجیحی به صاحبان فروشگاه‌ها.
یک آژانس تبلیغاتی منصوب شد آینده با شعار استفاده می‌شود به این روز 'پرواز خرید دوبی'.
وظیفه رایگان افتتاح رسمی در ۲۰ دسامبر ۱۹۸۳. در پایان Aer Rianta مشاوره، قرارداد، مدیر کل Colm McLoughlin شد 'پیشنهاد من نمی‌توانستم رد' به ماندن و مدیریت عملیات جدید. دو تا از اصلی Aer Rianta تیم با او باقی ماند.
در سال ۱۹۸۵ حضرت شیخ احمد بن سعید آل مکتوم شد رئیس شرکت هواپیمایی امارات و همچنین بخش هوانوردی،